# 高松市立中央球場
高松市立中央球場（たかまつしりつちゅうおうきゅうじょう）は、かつて香川県高松市にあった野球場。高松市が運営管理を行っていたが、1982年限りで閉鎖、撤去された。

## 歴史
高松市は戦時中に空襲に遭い、中心部は焼け野原と化した。終戦後、市は戦災復興事業として中心部の区画整理を計画した。番町には市が都市公園を建設するための用地が確保されたが、当時市内には娯楽施設が少なく、街を活気付けるため野球場を建設することになった。
建設工事の際には労力を勤労奉仕で賄い、また市民からも数多くの建設資材が提供された。香川県立高松商業高等学校、香川県立高松高等学校の野球部員も、スタンド造成の際に高松空襲で焼け出された戦災残土を運ぶなど勤労奉仕を行った。こうして野球場は1947年5月1日に完成。開場以後、高校野球、社会人野球などアマチュア野球公式戦が行われた他、プロ野球公式戦も開催された。1953年には一部改修された。
かつては中西太や穴吹義雄など、後にプロの道へ進む名選手を数多く輩出した。また戦災復興のシンボルとして、市民に愛された球場であった。
中心市街地という立地条件もあって、後年は周辺のビルも高層化。高校野球などの際には仕事の合間に窓から試合を観戦している人も数多くいた。しかしフィールドは狭隘で、球場自体が狭い上に外野スタンドがなく、場外に打球が飛び出さないよう外野フェンスが高くなっていたものの、プロ野球の試合ではファウルや本塁打などの飛球がフェンスを遥か越えて球場周辺の幹線道路まで達することもしばしばあった。
この中央球場の老朽化に伴い、県が市内西郊の生島町に香川県営野球場（オリーブスタジアム）を整備。中央球場は1982年4月の第35回春季四国地区高校野球・香川県代表決定戦（尽誠学園高等学校対香川県立丸亀商業高等学校）を最後に役目を終えた。試合終了後に行われた閉場セレモニーでは、香川県下の高校から野球部員全員が集まり、フィールドに「サヨナラ」の人文字を作った。
県営野球場が同年7月に開場したのに伴い、中央球場はその後閉鎖され、撤去された。跡地には公園が整備されることになり、1985年、高松市立中央公園が開設された。
公園南側には香川県出身の代表的野球人である三原脩と水原茂の銅像が建立されている他、かつての内野の部分に造成された芝生広場には、かつての本塁・一塁・二塁・三塁の位置にベースを模ったタイル石が埋め込まれている。

## プロ野球公式戦開催実績
10試合を開催。内訳は1リーグ時代2試合、セ・リーグ4試合、パ・リーグ4試合。
- 1949年4月5日 阪急ブレーブス 4-3 南海ホークス
- 1949年8月10日 大阪タイガース 14-5 大陽ロビンス
  - 大阪・別当薫が、当時の日本野球タイ記録となる1試合3本塁打を放った。
- 1950年3月29日 大阪タイガース 3-9 大洋ホエールズ
- 1952年6月14日 西鉄ライオンズ 2-0 近鉄パールス
- 1953年5月31日 西鉄ライオンズ 10-0 近鉄パールス
- 1953年9月16日 広島カープ 2-9 読売ジャイアンツ
- 1954年9月29日 広島カープ 1-15 読売ジャイアンツ
- 1967年5月14日 近鉄バファローズ 8-2、4-1 西鉄ライオンズ（ダブルヘッダー）
- 1970年9月5日 大洋ホエールズ 1-0 中日ドラゴンズ

## 施設概要
- 両翼：92m、中堅：113m
- 内野：クレー舗装、外野：天然芝
- 照明設備：なし
- スコアボード：パネル式